# Capraia e Limite
Pour les articles homonymes, voir Capraia.
Capraia e Limite est une commune italienne de la ville métropolitaine de Florence dans la région Toscane en Italie.

## Administration
| Période                                  | Période | Identité | Étiquette | Qualité |
| ---------------------------------------- | ------- | -------- | --------- | ------- |
|                                          |         |          |           |         |
| Les données manquantes sont à compléter. |         |          |           |         |

### Communes limitrophes
Carmignano, Empoli, Montelupo Fiorentino, Vinci (Italie)